# Sagra di San Rocco
La sagra di san Rocco di Gorizia è una festa tradizionale che si celebra le prime due settimane di agosto a Gorizia.

## Storia
Come risulta dalle cronache di Carlo de Morelli e dalle pergamene ancora conservate presso l'Archivio storico provinciale di Gorizia, l'origine della sagra di san Rocco si può far risalire all'agosto del 1500. Fu infatti Pietro Carlo vescovo di Caorle, vicario di Domenico Grimani patriarca di Aquileia a consacrare l'ultima domenica di quell'agosto (il 23 agosto) la piccola cappella dedicata al santo di Montpellier. La tradizione vuole che alla solenne consacrazione seguì una festa da ballo. 

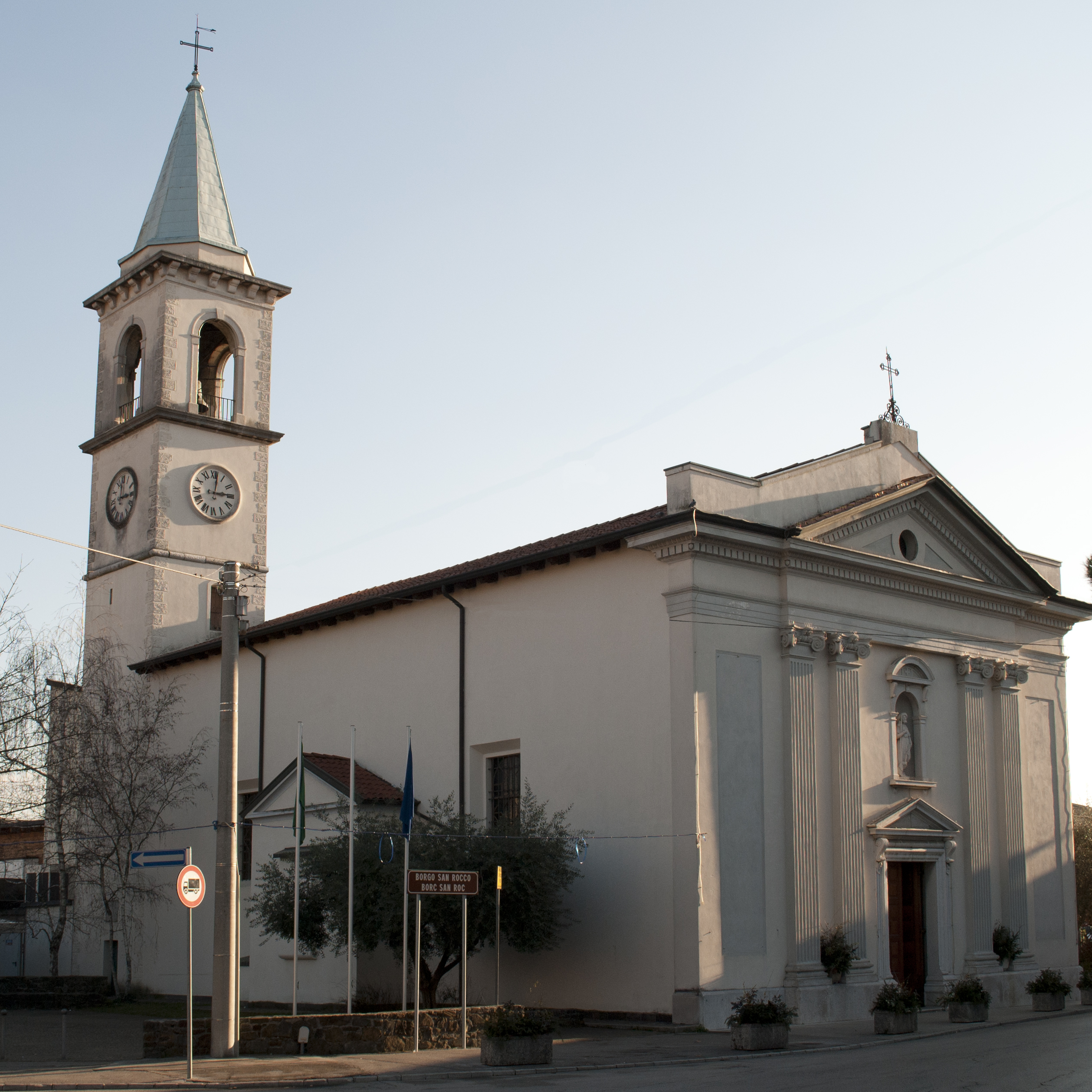
Chiesa di San Rocco, Gorizia

Il 23 agosto del 1637 Pompeo Coronini, vescovo di Trieste, consacrò l'altare maggiore della chiesa di San Rocco in Gorizia: da quella data si può far iniziare con certezza l'evento agostano. Inizialmente i festeggiamenti si svolgevano dal giorno 16 agosto e per i tre giorni successivi, poi, già nel Settecento, si procedeva fino alla domenica seguente. Nel 1602 il patriarca di Aquileia Francesco Barbaro istituì la Confraternita di san Rocco con statuto in latino e in italiano e nel luglio del 1627 papa Urbano VIII, con propria bolla, confermò la confraternita, i suoi privilegi, i doveri dei fratelli e delle sorelle e lo statuto.
Tra il Settecento e l'Ottocento la tradizionale sagra aveva una sua propria liturgia: i ragazzi del Borgo di San Rocco che organizzavano il ballo (chiamati in lingua friulana "Fantaz dal bal") iniziavano ad addobbare la piazza e le strade limitrofe già ai primi giorni di luglio (c'era grande rivalità tra i Borghi, soprattutto con i più vicini come quello dei cappuccini), la festa avveniva nella piazza di fronte alla chiesa e tutto era curato nei dettagli: festoni di edera e i classici "Maj" (cioè gli alberelli ornamentali) facevano bella mostra di sé per tutto il periodo del ballo. Le danze avvenivano sul tavolato appositamente collocato per l'occasione e nell'Ottocento veniva chiamata la banda cittadina che dilettava gli avventori con valzer, polke e la "furlana", una danza tradizionale. Il primo giorno di sagra, che nella seconda metà dell'Ottocento era dedicato al genetliaco di Francesco Giuseppe I, le autorità presenti, spesso il podestà o i gendarmi, brindavano all'effigie dell'imperatore e facevano cadere alcune monete in segno di apprezzamento, dopo aver intonato l'Inno imperiale, così le danze potevano iniziare. Durante i festeggiamenti, come ricorda lo storico goriziano Ranieri Mario Cossàr, si potevano degustare cibi tipici e nelle osterie del borgo venivano serviti, già nel Settecento, gli "strucui cusinaz tal tavajuz" cioè degli strudel di pasta lievitata e ripieni di uvetta, noci e pane raffermo grattugiato soffritto nel burro, avvolti in canovacci e fatti bollire in acqua, questa pietanza, molto apprezzata dai goriziani, veniva servita su appositi piatti di porcellana.
Negli ultimi quarant'anni la sagra inizia sempre la prima settimana di agosto per finire il giorno dedicato al santo patrono, cioè il 16 agosto ed è curata dal Centro per la conservazione e la valorizzazione delle tradizioni popolari di Borgo San Rocco. Ancora oggi i giovani del borgo partecipano con affezionato piacere alla sagra cucinando polenta, ceva, pollo e servendo birra e vino.